# Conte palatin
Contele palatin (în latină comes palatii, în germană Pflalzgraf) a fost inițial funcționar și reprezentant al regelui sau al împăratului. Contele palatin prezida tribunalul curții și deținea o funcție de conducător, cu caracter general. De asemenea, el acționa ca om de legătură între suplicanți și rege sau împărat. La începuturile Sfântului Imperiu Roman exista câte un conte palatin pentru fiecare ducat. Ulterior majoritatea comitatelor palatine au fost încorporate în principate mai puternice. La sfârșitul Evului Mediu mai exista doar contele palatin al Palatinatului Rinului care aparținea grupului prinților imperiali fiind egal cu ducii. Apelativul folosit pentru contele palatin (al Rinului) era „Alteță (regală)”.

Coroana contelui palatin

Odată cu trecerea de la Evul Mediu la Epoca Modernă timpurie, titlul de „conte palatin al curții” (în germană Hofpfalzgraf) putea fi acordat ca titlu onorific fără a avea o funcție asociată. De exemplu în 1357, în timpul unei vizite la Praga, Carol al IV-lea a acordat titlul de „conte palatin al curții” lui Francesco Petrarca.

## Evoluția istorică a titlului
Titlul „conte palatin” și cuvântul „paladin” sunt derivate din latinescul palatinus. (Pentru semnificația cuvântului latin palatinus vezi Paladin.)
Titlul de conte palatin a fost menționat pentru prima dată în perioada merovingiană, mai exact în secolul al VI- lea, având asociate responsabilități în administrarea curții regale. În perioada carolingiană contele palatin de la curtea regală sau imperială a devenit cea mai înaltă autoritate în ceea ce privea problemele laice, conducând și un tribunal palatin. La început deținătorii titlului de conte palatin erau funcționari oficiali la curtea regală cu sarcini predominant administrative și judiciare. Odată cu funcția, conților palatini li se acorda adesea și guvernarea unui palatinat imperial cu domeniile asociate acestuia și cu suita corespunzătoare. Cetățile palatinale regale erau cetăți fortificate cu o organizare asemănătoare curților, regale care existau în diferite ducate pe toată întinderea regatului. 
În procesul de dezvoltare a ducatelor etnice din Francia Răsăriteană, conților palatini din Bavaria, Lorena, Saxonia și Suabia li s-au acordat drepturi extinse în ceea ce privește coeziunea regalității și controlul setei de dominație a ducilor. În afară de sarcina inițială de a administra o cetate a regatului, contele palatin avea și funcția de control și reprezentare a regelui în ducat, deținând implicit a doua poziție după duce în ducat. Ca urmare contele palatin era ierarhic superior celorlalți conți din ducat având dreptul de a exercita funcția judecătorească în locul regelui, în afară de dreptul de a vâna, de a vămui mărfurile și de a bate monedă.  
Cel mai puternic dintre conții palatini era contele palatin al Rinului, care a fost ridicat la rangul de prinț imperial al Sfântului Imperiu Roman și asimilat de facto ducilor. El avea funcția de adjunct al regelui la tribunalul curții, era vicar imperial în cazul în care tronul regal era vacant și uneori putea chiar să îl judece pe rege. 

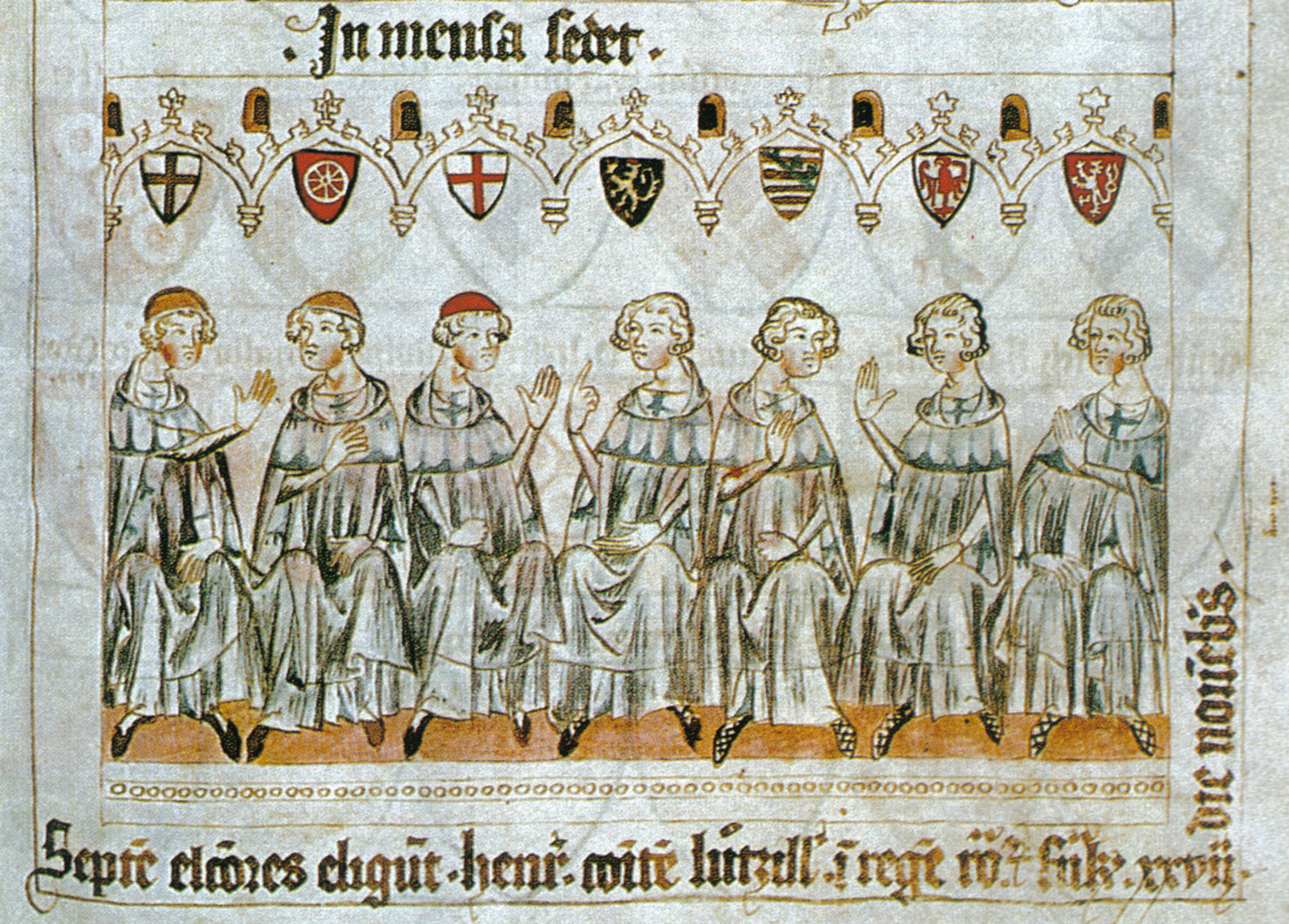
Cei șapte principi electori la alegerea regelui Henric al VII-lea(identificați prin blazoanele lor de la stânga la dreapta: arhiepiscopii de Köln, Mainz și Trier, contele palatin al Rinului, ducele Saxoniei, margraful de Brandenburg și regele Boemiei.

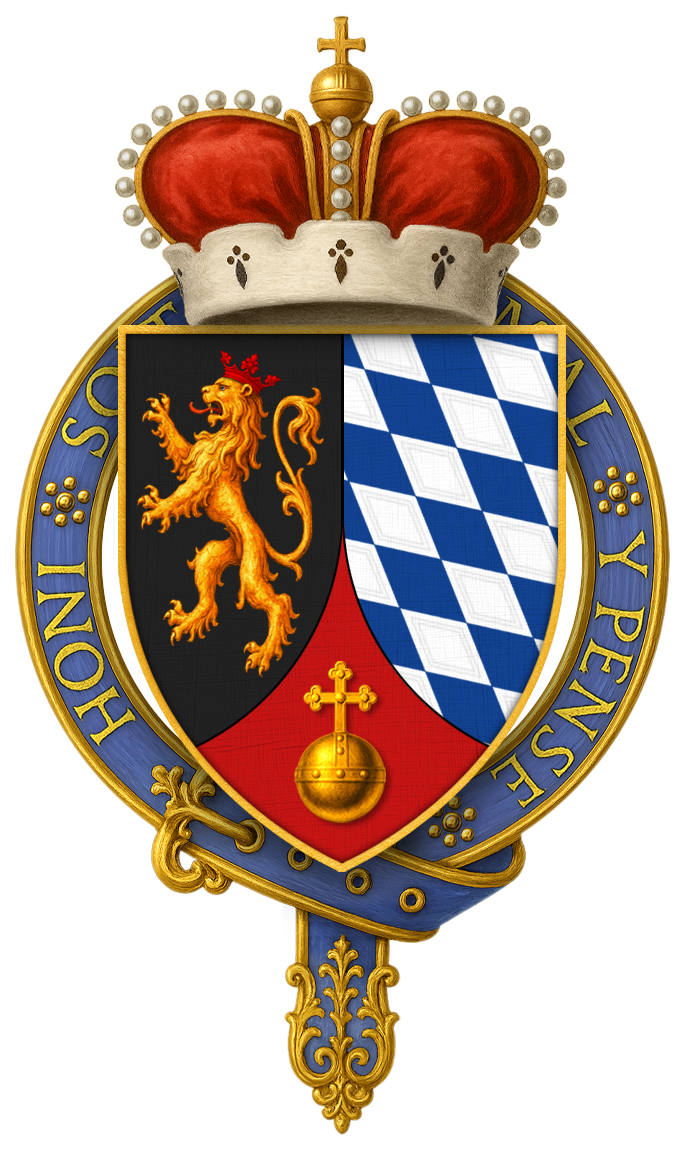
Blazonul conților palatini ai Rinului

Mai târziu titlul de „conte palatin” a devenit unul ereditar în diferite case regale germane. De la sfârșitul Evului Mediu, prinții imperiali din Sfântul Imperiu Roman au inclus ducii, landgrafii, margrafii și conții palatini, precum și prinții ecleziastici (arhiepiscopi, episcopi, stareți și starețe ale abațiilor imperiale).

## Diferențe în raport cu funcții și demnități similare
O separare strictă între funcțiile conților palatini și cele ale prinților imperiali nu exista. Puternicii conți palatini au fost adesea în același timp și landgrafi sau margrafi , duci sau prinți ecleziastici, funcțiile lor fiind cumulate asemănător unei uniuni personale. Implicit termenul „Palatinat” a căpătat un nou sens în Sfântul Imperiu Roman: el nu se mai referea doar la cetățile regale fortificate administrate de conții palatini, ci și la teritoriile stăpânite de ei, respectiv de principii electori. 
Drepturile și îndatoririle funcțiilor și demnităților în societatea medievală se schimbau permanent și difereau de la o regiune la alta. Astfel la mijlocul secolului al XVIII-lea un istoric se plângea la acea vreme că termenii: conte palatin (comes palatii), mare seneșal, stolnic, erau „greșit amestecați” în explicațiile Bulei de Aur.
Ceva mai clară este diferențierea față de titlul de „conte palatin imperial” care beneficia de privilegii doar într-un teritoriu stabilit, dar nu avea drepturi de suveran, ci drepturi asemănătoare unui funcționar.

## Conte palatin al Rinului
Palatinatul Rinului s-a desprins din Palatinatul Lorena în 1085/1087 ca funcție oficială, dar fără a prelua teritorii ale Lorenei. Nobilii care au primit titlul de conte palatin dețineau propriile teritorii care treptat au format teritoriul fragmentat al palatinatului  de-a lungul Rinului.
Din 1214 titlul de „conte palatin al Rinului” a aparținut întotdeauna Casei de Wittelsbach. Începând din 1356 contele palatin al Rinului a fost mereu unul dintre cei șapte principi electori ai Sfântului Imperiu Roman și reprezentantul regelui, în absența acestuia. Titlul de principe elector acoperea titlul de conte palatin astfel încât treptat denumirea de „Palatinat” a devenit parte a numelui teritoriilor principelui elector al Palatinatului (în germană Kurpfalz) respectiv al teritoriilor care aparțineau ramificațiilor familiei sale (de exemplu Palatinat-Neumarkt, Palatinat-Neuburg). În 1777 când principele elector al Palatinatului a moștenit principatul elector al Bavariei, astfel luând ființă pentru scurt timp principatul dual „Palatinat-Bavaria”. Părțile acestuia aflate pe malul stâng al Rinului (Ducatul Jülich și Palatinatul vestic) au fost pierdute în favoarea Franței odată cu ocuparea malului stâng al Rinului în 1801 prin Pacea de la Lunéville, iar Napoléon Bonaparte a ridicat Bavaria la rang de regat în 1806. Când părți din vechiul palatinat electoral au fost redate Bavariei în 1814/1815, denumirea lui nu s-a schimbat, iar „Palatinatul” a devenit una dintre provinciile bavareze. În 1920 cea mai vestică parte a Palatinatului (astăzi cu aproximație districtul Saarpfalz) a devenit parte a regiunii Saar prin Tratatul de la Versailles. În timpul național-socialismului (1933–1945) a existat așa-numitul Gau Saarpfalz. Partea Palatinatului, care după 1920 a aparținut în continuare Bavariei, s-a separat de aceasta în 1946 și s-a unit cu partea de sud a fostei provincii prusace a Rinului și cu regiunea Rheinhessen formând noul stat federal german Renania-Palatinat. În această denumire există în continuare până astăzi sensul termenului „Palatinat”.